# Rians (Cher)
Rians – miejscowość i gmina we Francji, w Regionie Centralnym, w departamencie Cher.
Według danych na rok 1990 gminę zamieszkiwały 984 osoby, a gęstość zaludnienia wynosiła 30 osób/km² (wśród 1842 gmin Regionu Centralnego Rians plasuje się na 402. miejscu pod względem liczby ludności, natomiast pod względem powierzchni na miejscu 289.).